# Goswin de Wilde (rechter)
Goswin de Wilde, ook Gossuin le Sauvage of Sylvagius († 1449) was een Vlaams jurist en bestuurder. Onder Filips de Goede was hij president van de Raad van Vlaanderen en daarna waarnemend voorzitter van het Hof van Holland. Hij raakte er in conflict met zijn procureur-generaal, die hem beschuldigde van sodomie, wat leidde tot zijn afzetting en halsrechting.

## Vlaanderen
Goswin was een zoon van ontvanger-generaal Godfried de Wilde en een kleinzoon van baljuw Goswin de Wilde. Hij studeerde Romeins recht, waarin hij de doctorstitel behaalde. Van zijn vader bekwam meester Goswin leengoederen in Stuivekenskerke en Heille, beide afhangend van de Burg van Brugge.
In 1425 maakte hij zijn intrede als raadsheer in de Raad van Vlaanderen en in 1440, toen die instelling een herstart maakte in Kortrijk, klom hij op tot president. Hij was ook raadsheer-rekwestmeester van de hofraad. Deze ambten legde hij in 1445 neer voor een nieuwe opdracht in Holland.

## Holland
In 1445 werd De Wilde naar Den Haag gestuurd ter vervanging van stadhouder Willem van Lalaing, wiens overgang naar de Hoekse partij niet werd verteerd. Op last van Filips de Goede verving De Wilde hem vanaf 17 april aan het hoofd van het Hof van Holland, maar met een lager loon en zonder de titel stadhouder. De nieuwe magistraat raakte in conflict met zijn procureur-generaal Bengaert Jansz. Say, kastelein van Medemblik, die door De Wilde werd beschuldigd van de door zijn knechten uitgevoerde moord op schout Gerijt Jansz van Medemblik. Say die rond 1437 getrouwd was met Pieternel van Egmond van Merenstein, dochter van Otto van Egmond, wist zijn schoonvader benoemd te krijgen tot opvolger, door tegenover de hertog te verdoezelen dat er met Willem Melisz al een opvolger was, rechtmatig aangeduid door De Wilde. De kwestie was voor hem van kapitaal belang, want de schout moest met de schepenen oordelen over de moordzaak. Terwijl Filips de Goede de benoeming van Egmont ongedaan maakte, stond Say al klaar met zijn volgende zet. Hij beschuldigde De Wilde van sodomie.
Filips de Goede stuurde met Jan III van Lannoy een volwaardige stadhouder om orde op zaken te stellen. De twee kemphanen werden op 17 juni 1448 uit hun ambten ontzet en opgesloten in het afgelegen Kasteel Heusden. Tijdens anderhalf jaar onderzoek legde De Wilde op de pijnbank bekentenissen af. Hij kreeg de doodstraf. Zijn vijand Say werd veroordeeld tot eeuwige verbanning en confiscatie van goederen, maar in de praktijk kwam daar weinig of niets van terecht. De executie vond eind 1449 plaats in Slot Loevestein in aanwezigheid van stadhouder Jan van Lannoy en diens gevolg.

## Terechtstelling
Cornelius Aurelius beschrijft in zijn Divisiekroniek hoe de executie in zijn werk ging. De Wilde werd barrevoets op de binnenplaats van slot Loevestein geleid en zag er aan de ene kant een ontstoken brandstapel en aan de andere kant een uitgespreid rood kleed. De inquisiteurs gaven hem te verstaan dat zijn schuld vaststond, maar dat ze toch graag een publieke bekentenis hadden gehoord, waartoe hij het recht kreeg te kiesen enen doot dien u belieft: als hij bekende werd hij onthoofd, zoniet levend verbrand. De Wilde koos het eerste, legde de biecht af en werd gehalsrecht door de beul van Dordrecht. Daarna werd hij door de kloosterbroeders van Heusden begraven. Zijn boeken en bezittingen werden naar het huis van rentmeester-generaal Anton Michiels gebracht. Niettegenstaande zijn bekentenis op de valreep, hield een groot deel van de publieke opinie hem voor onschuldig.

## Voetnoten
1. ↑  Sabbe, Jacques  (1 maart 1997). Ridder Goswin de Wilde (?-1394) uit Sint-Andries-Brugge en Varsenare, de eerste soeverein baljuw van Vlaanderen. Gearchiveerd op 9 mei 2023. Handelingen van het Genootschap voor Geschiedenis  134 (1): 45. ISSN:0770-0822. DOI:10.21825/hvgg.v134i1.4627.
2. ↑  Holland, regionaal-historisch tijdschrift (pdf) p. 65. Historische Vereniging Holland (1983-04). Gearchiveerd op 9 mei 2023. Geraadpleegd op 9 mei 2023.
3. ↑  van Kan, Fred, Prosopografische gegevens betreffende de lokale Haagse politieke elite tot in 1572 (pdf) p. 166 (~2000). Gearchiveerd op 9 mei 2023. Geraadpleegd op 9 mei 2023.